# F.C. Sant'Antonio Abate
Câu lạc bộ bóng đá Sant'Antonio Abate  là một câu lạc bộ bóng đá của hiệp hội Ý đến từ Sant'Antonio Abate, Campania.

## Lịch sử
Câu lạc bộ được thành lập vào năm 1971.
Vào cuối mùa giải Serie D 2010-11, câu lạc bộ đã xuống hạng Eccellenza Campania sau trận play-off, nhưng đội đã được nhận lại vào ngày 5 tháng 8 năm 2011 để lấp chỗ trống.

### Serie D 2011--12
Trong mùa giải 2011-12, câu lạc bộ đã giành quyền truy cập vào trận play-off thăng hạng Serie D với việc được nhận trực tiếp vào bán kết với tư cách là người chiến thắng Coppa Italia Serie D, nơi bị Cosenza loại bỏ.

## Màu sắc và huy hiệu
Màu sắc của đội là vàng và đỏ.

## Danh hiệu
- liên_kết= Coppa Italia Serie D:
  - Nhà vô địch (1): 2011-12